# Trient (grupa górska)

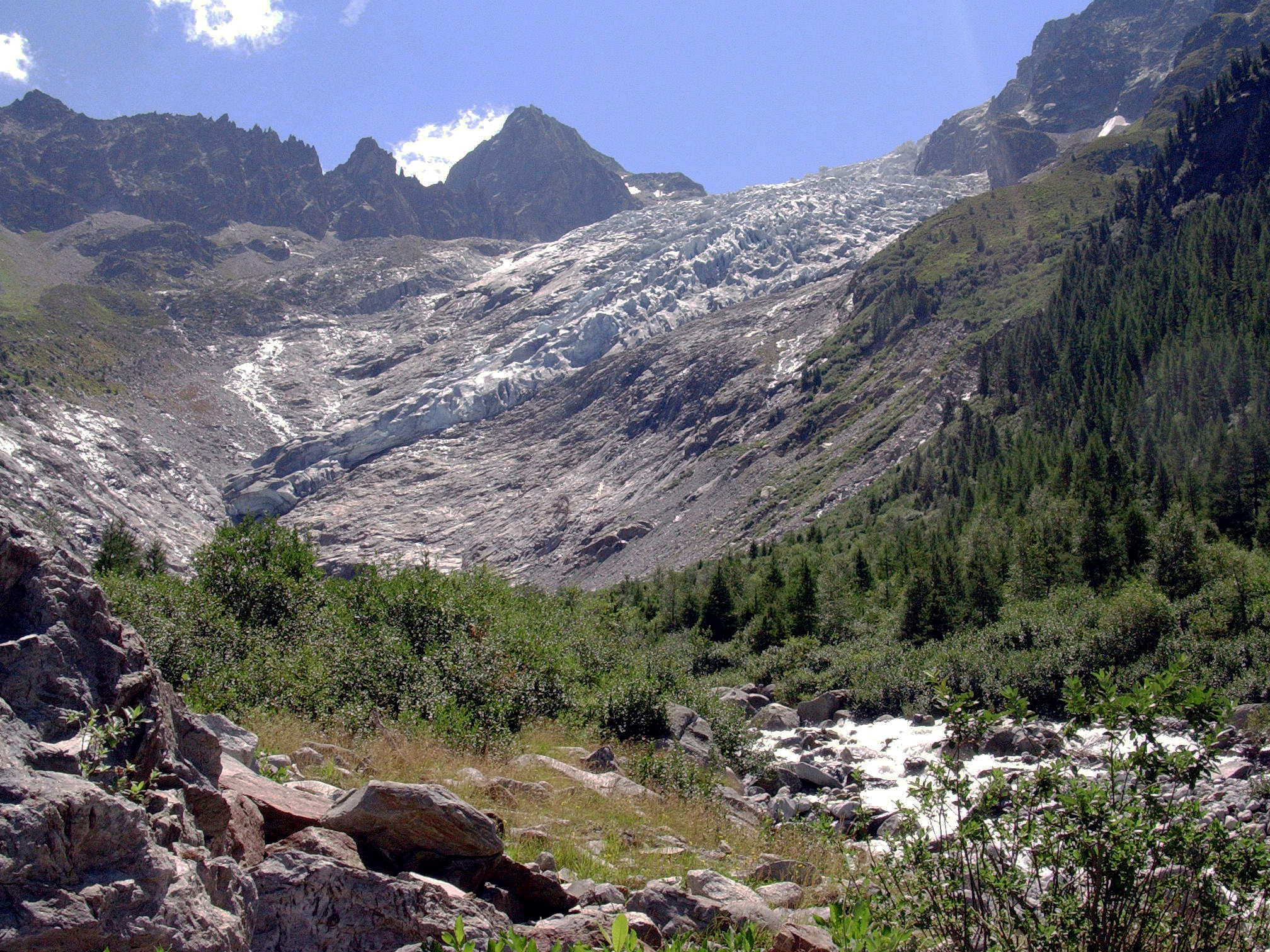
Lodowiec Glacier du Trient

Trient – najbardziej wysunięta na północ grupa górska w Masywie Mont Blanc. Znajduje się na granicy między Szwajcarią (kanton Valais) a Francją (departament Górna Sabaudia). Od leżących na północy i zachodzie Prealp Francuskich oddziela ją przełęcz Col des Montets (1461 m). Na wschód od grupy znajdują się doliny szwajcarskie Val Ferret i Val d’Entremont, a na zachód i północny zachód francuskie doliny Vallée de Chamonix i Vallèe du Trient.

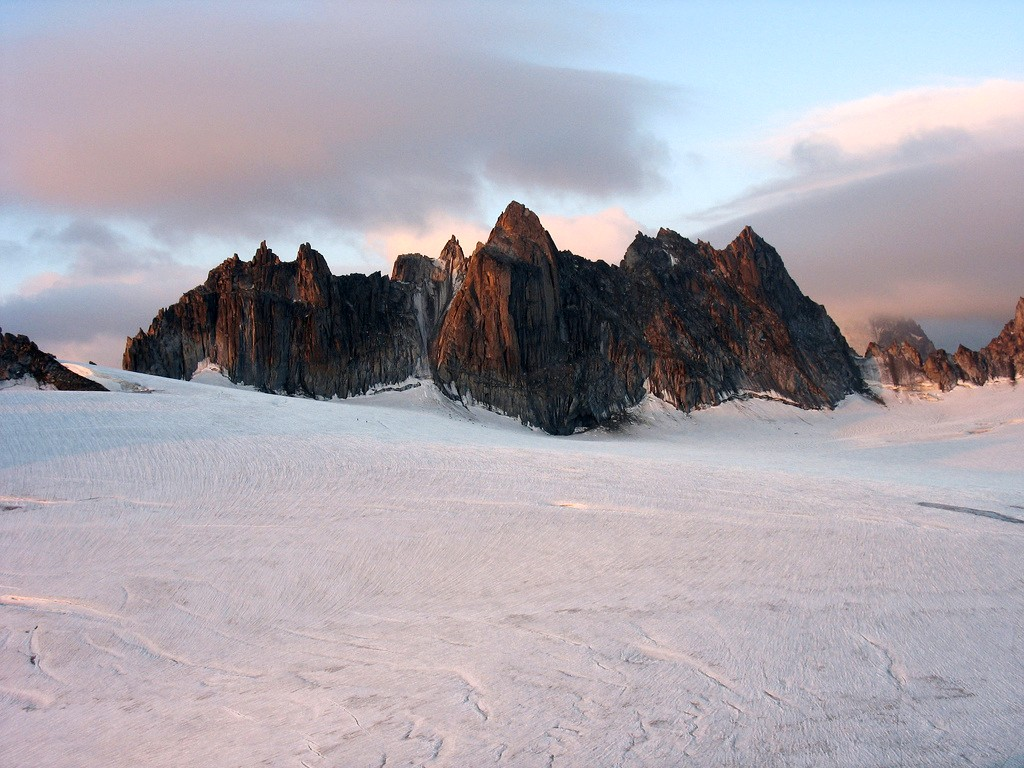
Aiguilles Dorées

Od znajdującej się na południu w Masywie Mont Blanc grupy górskiej Argentière oddziela ją, leżąca na granicy szwajcarsko-francuskiej, przełęcz Fenètre du Tour (3335 m). Stąd na północ prowadzi grań ze szczytami Grande Fourche (3610 m) i Petite Fourche (3512 m). Na Petite Fourche grań rozdziela się. Na północny zachód wzdłuż granicy idzie grań m.in. ze szczytami Aiguille de Purtscheller (3478 m) i Aiguille du Tour (3544 m). Na północny wschód odchodzi natomiast rozgałęziona grań m.in. ze szczytami Aiguilles Dorées (3520 m), Pointe d’Orny (3271 m), Petite Pointe d’Orny (3187 m) i Aiguille de la Cabane (2999 m).
Na północnych zboczach tej grupy górskiej znajdują się lodowce: Glacier du Trient, Glacier des Grands i Glacier d’Orny, a na południowych lodowce Glacier du Tour i Glacier de Saleina.